# Манитуак (окръг, Уисконсин)
Окръг Манитуак (на английски: Manitowoc County) е окръг в щата Уисконсин, Съединени американски щати. Площта му е 3869 km², а населението - 81 359 души (1 април 2020). Административен център е град Манитуак.